# ホ・ソルジ
ホ・ソルジ （허솔지、Heo Sol Ji、1989年1月10日  - )は大韓民国の歌手。元2NBメンバーで、現在はガールグループEXIDのリーダー、メインボーカルであり、龍仁(ヨンイン)芸術科学大学・実用音楽ボーカル科の教授。

## 人物
- EXIDのリーダー、メインボーカル。2006年に2NBとしてデビューし、2012年にEXIDに加入した。卓越した歌唱力で国内外から高い評価を受け、韓国テレビ番組『覆面歌王』の初代王者としても有名である。EXIDの活動終了後は、ソロ音楽活動や大学教授、ミュージカル女優など多方面で活動している。
- 2006年バラードグループ2NBとしてデビュー。2011年に脱退。脱退後は多数の音楽事務所でボーカルトレーナーとして働いていた。EXIDが元々所属していたABエンターテインメントのボーカルトレーナーでもあったソルジは、既存メンバー3人の脱退後新しいメンバーとしてEXIDに加入した。
- 2014年『Up&Down』でチャート逆走後、ソルジの卓越した歌唱力に注目が集まり、『覆面歌王』や『不朽の名曲』など多数のテレビ番組に出演した。順調にキャリアを歩んできたソルジだったが、2016年にバセドウ病を発症し活動休止した。その後2018年夏の日本ツアーで復帰、EXIDは約2年振りに完全体となった。
- 2020年バナナカルチャーとの契約が満了となり、C-JeSエンターテインメントへ移籍。[2]
- 2020年7月9日、事務所移籍後初となるシングル「Rains Again」でカムバック。Melonチャートで上位に食い込むなど、好成績を残した。[3]
- 2021年10月、龍仁(ヨンイン)芸術科学大学・実用音楽ボーカル科の教授に就任。[4]
- 2022年2月25日、ミニアルバム『First Letter』を発売、タイトル曲は「Fade away」。[5]
- 2022年3月26・27日、デビュー後初となる単独コンサートを開催。[6]
- 2023年2月、Mnetオーディション番組BOYS PLANETのボーカルマスターとして出演。[7]
- 2023年3月、ミュージカル「SIX THE MUSICAL」のヘンリー役として舞台女優デビューを果たした。
- 2024年8月をもって、所属事務所であるC-JeSとの契約が満了になるとの報道。[8]

## 出演

### テレビ番組
2015年
- KBS 『1対100|1対100』
- XTM 『トップギアコリア』
- JTBC 『白人白曲最後まで行く』
- SBS 『ストッキング（テレビ番組）
- Mnet 『ムン・ヒジュンの純粋な15+』
- MBC 『世界を変えるクイズ 三輪』
- MBC 『ミステリー音楽ショー：覆面歌王』*JTBC 『そり』
- SBS 『ストッキング（テレビ番組）』
- MBC 『マイリトルテレビ』
- MBC 『デュエット歌謡祭』
- SBS 『像イモン、大丈夫大丈夫』
- KBS 『ハッピートゥゲザー3』

2018年
- MBC 『ミステリー音楽番組：覆面歌王 私にかかったらマイアパ～。 東幕骨少女』

2019年 
- MBC 『ホグの恋愛』

2020年
- TvN『驚くべき土曜日』
- テレビ朝鮮 『愛のコールセンター』

2023年 
- Mnet 『BOYS PLANET』

### CM
- 2020年 テレビ朝鮮 『申請曲を呼びます - 愛のコールセンター』
- 2021年 MBC 『廃業妖精』

### ミュージカル
- 2023年 『SIX THE MUSICAL』ヘンリー役
- 2024年 『MUSICAL THE HERO』설희役